# 华西前胡
华西前胡（学名：Peucedanum veitchii）是伞形科前胡属的植物，是中国的特有植物。分布在中国大陆的四川省、云南省等地，目前已由人工引种栽培。